# Hervías
Hervías ist ein Ort und eine Gemeinde (municipio) im Westen der spanischen Region La Rioja mit 137 Einwohnern (Stand: 2024). Die Gemeinde liegt am Jakobsweg.

## Lage
Hervías liegt etwa 42 Fahrtkilometer westlich von Logroño in einer Höhe von etwa 640 m. Durch die Gemeinde führt die Autovía A-12.

## Bevölkerungsentwicklung
| Jahr      | 1960 | 1970 | 1981 | 1991 | 2001 | 2011 | 2021 |
| Einwohner | 592  | 491  | 317  | 224  | 149  | 140  | 117  |

Infolge der Mechanisierung der Landwirtschaft und des daraus resultierenden geringeren Arbeitskräftebedarfs ist die Zahl der Einwohner seit der Mitte des 20. Jahrhunderts deutlich zurückgegangen.

## Wirtschaft
An erster Stelle im Wirtschaftsleben der Gemeinde steht traditionell die Landwirtschaft.  Daneben werden auch Weizen, Gerste, Kartoffeln sowie verschiedene Gemüsepflanzen kultiviert.

## Sehenswürdigkeiten

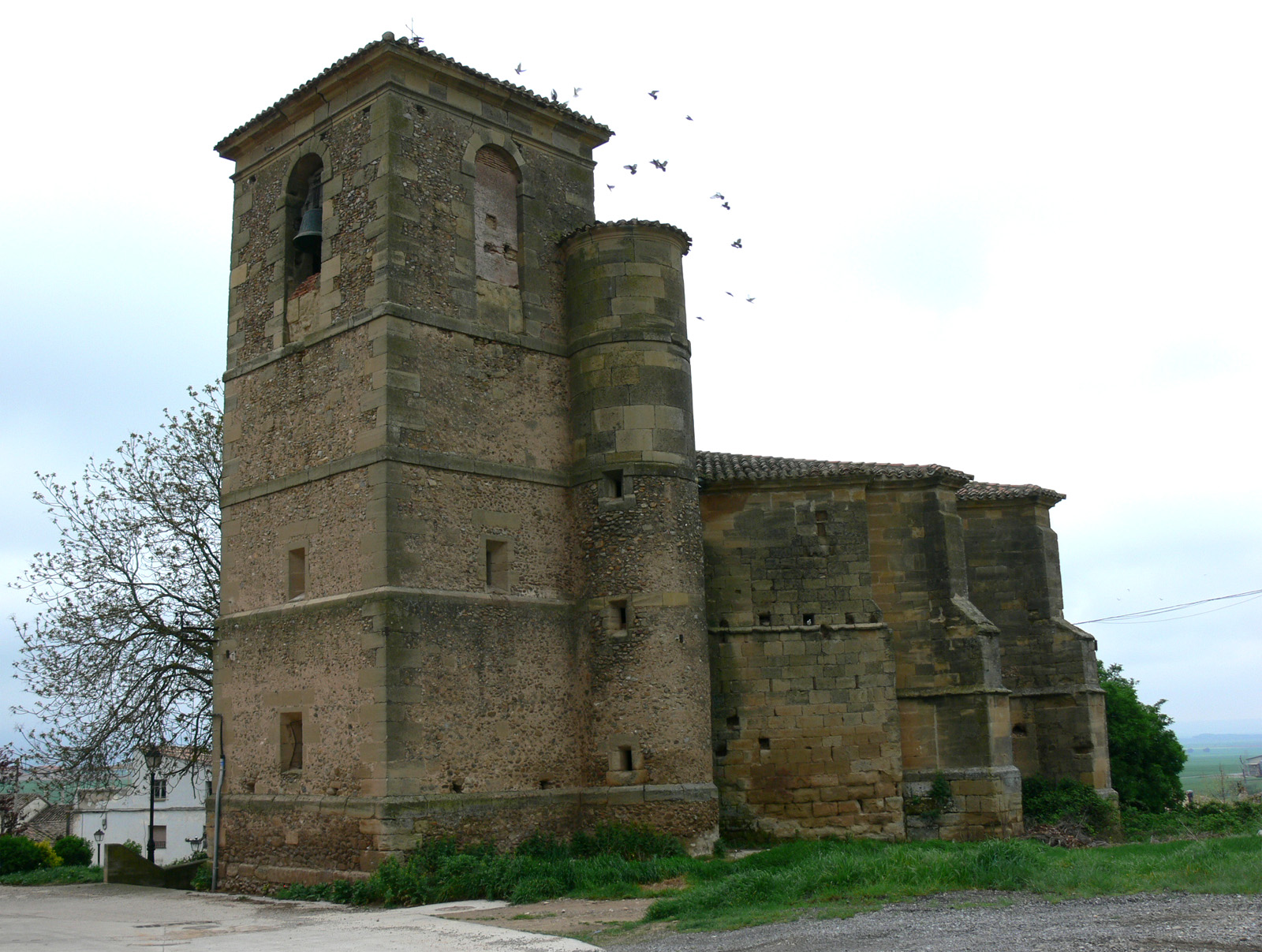
Kirche Mariä Himmelfahrt
- Herrenhaus der Grafen von Hervías

- Kirche Mariä Himmelfahrt

## Persönlichkeiten
- Zenón de Somodevilla y Bengoechea (1702–1781), Staatsmann